# Archidiocèse du Canada
L'Archidiocèse du Canada est un archevêché de l'Église orthodoxe en Amérique au Canada. Le primat porte le titre d'archevêque d'Ottawa et du Canada.
L'archevêché est membre du Conseil canadien des Églises.

## Histoire
Le diocèse a été fondé et incorporé par Tikhon de Moscou, patriarche de Moscou et de toute la Russie, en 1903.
En juillet 2014, Seraphim Storheim archevêque de l'archidiocèse du Canada depuis 1990  est condamné à huit mois d'emprisonnement pour agression sexuelle d'un enfant.